# Krajpolje
Krajpolje (cyr. Крајпоље) – wieś w Bośni i Hercegowinie, w Republice Serbskiej, w gminie Ljubinje. W 2013 roku liczyła 99 mieszkańców.